# Пам'ятки архітектури Бродівського району
У Бродівському районі Львівської області нараховується 78 пам'яток архітектури.
| № з/п                  | Найменування пам'ятки                                    | Датування                       | Місцезнаходження       | Охоронний № і номер у комплексі | Назва та номер документу про взяття під охорону                                    | Примітки                    |
| ---------------------- | -------------------------------------------------------- | ------------------------------- | ---------------------- | ------------------------------- | ---------------------------------------------------------------------------------- | --------------------------- |
| національного значення |                                                          |                                 |                        |                                 |                                                                                    |                             |
| м. Броди               |                                                          |                                 |                        |                                 |                                                                                    |                             |
| 1                      | Замок (мур.)                                             | 1630—1635 рр.                   | вул. Замкова, 1        | 401/0                           | Постанова РМ УРСР від 24.08.1963 р. № 970                                          |                             |
| 2                      | Палац (мур.)                                             | середини XVIII ст.              | вул. Шкільна, 1        | 401/1                           | Постанова РМ УРСР від 24.08.1963 р. № 970                                          |                             |
| 3                      | Вали і бастіони з казематами (мур.)                      | 1630-1635 рр.                   | вул. Шкільна, 1        | 401/2                           | Постанова РМ УРСР від 24.08.1963 р. № 970                                          |                             |
| 4                      | Церква Святого Юрія (мур.)                               | 1625, 1867 р.                   | вул. Юріївська, 11     | 402                             | Постанова РМ УРСР від 24.08.1963 р. № 970                                          |                             |
| 5                      | Синагога (мур.)                                          | 1742 р.                         | вул. Гончарська, 12    | 403                             | Постанова РМ УРСР від 24.08.1963 р. № 970                                          |                             |
| 6                      | Церква Собору Пресвятої Богородиці (дер.)                | 1746 р.                         | с. Заболотці           | 1337                            | Постанова РМ УРСР від 06.09.1979 р. № 442                                          |                             |
| 7                      | Церква Покрови Богородиці (дер.)                         | 1740 р.                         | с. Лукавець            | 1338/1                          | Постанова РМ УРСР від 06.09.1979 р. № 442                                          |                             |
| 8                      | Дзвіниця церкви Покрови Богородиці (дер.)                | 1740 р.                         | с. Лукавець            | 1338/2                          | Постанова РМ УРСР від 06.09.1979 р. № 442                                          |                             |
| 9                      | Замок Конецпольських (мур.):                             | 1635-1640 рр.                   | с. Підгірці            | 412/0                           | Постанова РМ УРСР від 24.08.1963 р. № 970                                          |                             |
| 10                     | Палац (мур.)                                             | 1635-1640, 1779 рр.             | с. Підгірці            | 412/1                           | Постанова РМ УРСР від 24.08.1963 р. № 970                                          |                             |
| 11                     | Заїзд (мур.)                                             | кінець XVII ст.                 | с. Підгірці            | 412/2                           | Постанова РМ УРСР від 24.08.1963 р. № 970                                          |                             |
| 12                     | Костел Святого Йосифа (мур.)                             | 1763 р.                         | с. Підгірці            | 412/3                           | Постанова РМ УРСР від 24.08.1963 р. № 970                                          |                             |
| 13                     | Парк із парковими спорудами                              | XVII—XVIII ст.                  | с. Підгірці            | 412/4                           | Постанова РМ УРСР від 24.08.1963 р. № 970                                          |                             |
| 14                     | Церква Святого Михаїла (дер.)                            | 1720 р.                         | с. Підгірці            | 413 р.                          | Постанова РМ УРСР від 24.08.1963 р. № 970                                          | Згоріла у травні 2006 року. |
| 15                     | Монастир василіян (мур.)                                 | XVIII ст.                       | с. Підгірці            | 414/0                           | Постанова РМ УРСР від 24.08.1963 р. № 970                                          |                             |
| 16                     | Церква Різдва Богородиці (мур.)                          | 1726—1750 рр.                   | с. Підгірці            | 414/1                           | Постанова РМ УРСР від 24.08.1963 р. № 970                                          |                             |
| 17                     | Монастирські келії (мур.)                                | 1771—1786 рр.                   | с. Підгірці            | 414/2                           | Постанова РМ УРСР від 24.08.1963 р. № 970                                          |                             |
| 18                     | Монастир домініканців (мур.)                             | XV—XVIII ст.                    | смт Підкамінь          | 407/0                           | Постанова РМ УРСР від 24.08.63 р. № 970                                            |                             |
| 19                     | Костел Успіння Пресвятої Богородиці (мур.)               | 1464—1760 рр.                   | смт Підкамінь          | 407/1                           | Постанова РМ УРСР від 24.08.1963 р. № 970                                          |                             |
| 20                     | Монастирські келії (мур.)                                | 1612—1746 рр.                   | смт Підкамінь          | 407/2                           | Постанова РМ УРСР від 24.08.1963 р. № 970                                          |                             |
| 21                     | Оборонні споруди монастиря (мури, дзвіниця, вежі) (мур.) | 1702 р.                         | смт Підкамінь          | 407/3                           | Постанова РМ УРСР від 24.08.1963 р. № 970                                          |                             |
| 22                     | Коринфська колона (мур.)                                 | 1719 р.                         | смт Підкамінь          | 407/4                           | Постанова РМ УРСР від 24.08.1963 р. № 970                                          |                             |
| 23                     | Каплиця Святої Параскеви (мур.)                          | 1739-1741 рр.                   | смт Підкамінь          | 408                             | Постанова РМ УРСР від 24.08.1963 р. № 970                                          |                             |
| 24                     | Церква Різдва Богородиці (дер.)                          | 1702 р.                         | с. Стиборівка          | 1340/1                          | Постанова РМ УРСР від 06.09.1979 р. № 442                                          |                             |
| 25                     | Дзвіниця церкви Різдва Богородиці (дер.)                 | 1702 р.                         | с. Стиборівка          | 1340/2                          | Постанова РМ УРСР від 06.09.1979 р. № 442                                          |                             |
| 26                     | Церква Святого Михаїла (дер.)                            | 1751-1904 рр.                   | с. Шишківці            | 1341/1                          | Постанова РМ УРСР від 06.09.1979 р. № 442                                          |                             |
| 27                     | Дзвіниця церкви Святого Михаїла (дер.)                   | 1686 р.                         | с. Шишківці            | 1341/2                          | Постанова РМ УРСР від 06.09.1979 р. № 442                                          |                             |
| 28                     | Церква Покрови Пресвятої Богородиці                      | 1782 р.                         | c. Пеняки              | 1339                            | Постанова РМ УРСР від 06.09.1979 р. № 442                                          |                             |
|                        |                                                          |                                 |                        |                                 |                                                                                    |                             |
| Місцевого значення     |                                                          |                                 |                        |                                 |                                                                                    |                             |
|                        |                                                          | .                               | м. Броди               |                                 |                                                                                    |                             |
| 29                     | Житловий будинок (мур.)                                  | початок XX ст.                  | вул. Просвіти, 6       | 1745-М                          | Рішення обласної Ради народних депутатів від 21.05.1991 р. № 280                   |                             |
| 30                     | Житловий будинок (мур.)                                  | початок XIX ст.                 | вул. Золота, 1         | 1748-М                          | Рішення обласної Ради народних депутатів від 21.05.1991 р. № 280                   |                             |
| 31                     | Житловий будинок (мур.)                                  | кінець XVII — XVIII ст.         | вул. Золота, 4         | 1749-М                          | Рішення обласної Ради народних депутатів від 21.05.1991 р. № 280                   |                             |
| 32                     | Житловий будинок (мур.)                                  | кінець XVII — початок XVIII ст. | вул. Золота, 8         | 1750-М                          | Рішення обласної Ради народних депутатів від 21.05.1991 р. № 280                   |                             |
| 33                     | Житловий будинок                                         | початок XX ст.                  | вул. Золота, 9         | 1751-М                          | Рішення обласної Ради народних депутатів від 21.05.1991 р. № 280                   |                             |
| 34                     | Житловий будинок                                         | середина XIX ст.                | вул. Золота, 11        | 1752-М                          | Рішення обласної Ради народних депутатів від 21.05.1991 р. № 280                   |                             |
| 35                     | Житловий будинок                                         | початок XVIII ст.               | вул. Золота, 12        | 1753-М                          | Рішення обласної Ради народних депутатів від 21.05.1991 р. № 280                   |                             |
| 36                     | Житловий будинок                                         | кінець XVII — початок XVIII ст. | вул. Золота, 14        | 1754-М                          | Рішення обласної Ради народних депутатів від 21.05.1991 р. № 280                   |                             |
| 37                     | Адміністративний будинок (мур.)                          | XIX ст.                         | вул. Коцюбинського, 4  | 674-М                           | Рішення облвиконкому від 24.06.1986 р. № 330                                       |                             |
| 38                     | Клуб (мур.)                                              | початок XX ст.                  | вул. Коцюбинського, 7  | 675-М                           | Рішення облвиконкому від 24.06.1986 р. № 330                                       |                             |
| 39                     | Торгово-промислова палата (мур.)                         | XIX ст.                         | вул. Коцюбинського, 8  | 676-М                           | Рішення облвиконкому від 24.06.1986 р. № 330                                       |                             |
| 40                     | Будинок гімназії (мур.)                                  | XIX ст.                         | вул. Коцюбинського, 10 | 677-М                           | Рішення облвиконкому від 24.06.1986 р. № 330                                       |                             |
| 41                     | Житловий будинок (мур.)                                  | початок XX ст.                  | вул. Коцюбинського, 12 | 1747-М                          | Рішення обласної Ради народних депутатів від 21.05.1991 р. № 280                   |                             |
| 42                     | Палац (мур.)                                             | XIX ст.                         | вул. Низька, 15        | 678-М                           | ішення облвиконкому від 24.06.1986 р. № 330                                        |                             |
| 43                     | Адміністративний будинок (мур.)                          | XX ст.                          | майдан Свободи, 10     | 429-М                           | Рішення обласної Ради народних депутатів від 26.02.1980 р. № 130                   |                             |
| 44                     | Житловий будинок                                         | початок XX ст.                  | вул. Галицька, 19      | 1757-М                          | Рішення обласної Ради народних депутатів від 26.02.1980 р. № 130                   |                             |
| 45                     | Житловий будинок                                         | XVII ст.                        | майдан Свободи, 3      | 1758-М                          | Рішення обласної Ради народних депутатів від 21.05.1991 р. № 280                   |                             |
| 46                     | Житловий будинок                                         | кінець XVIII — початок XIX ст.  | майдан Свободи, 4      | 1759-М                          | Рішення обласної Ради народних депутатів від 21.05.1991 р. № 280                   |                             |
| 47                     | Житловий будинок                                         | кінець XVIII — початок XX ст.   | майдан Свободи, 6      | 1760-М                          | Рішення обласної Ради народних депутатів від 21.05.1991 р. № 280                   |                             |
| 48                     | Житловий будинок                                         | кінець XVIII — початок XX ст.   | майдан Свободи, 8      | 1761-М                          | Рішення обласної Ради народних депутатів від 21.05.1991 р. № 280                   |                             |
| 49                     | Житловий будинок (мур.)                                  | кінець XVIII — початок XIX ст.  | вул. 22 Січня,16       | 1763-М                          | Рішення обласної Ради народних депутатів від 21.05.1991 р. № 280                   |                             |
| 50                     | Житловий будинок                                         | кінець XIX — початок XX ст.     | вул. Стефаника, 5      | 1762-М                          | Рішення обласної Ради народних депутатів від 21.05.1991 р. № 280                   |                             |
| 51                     | Житловий будинок                                         | початок XIX ст.                 | вул. Стуса, 5          | 1755-М                          | Рішення обласної Ради народних депутатів від 21.05.1991 р. № 280                   |                             |
| 52                     | Житловий будинок                                         | початок XIX ст.                 | вул. Стуса, 6          | 1756-М                          | Рішення обласної Ради народних депутатів від 21.05.1991 р. № 280                   |                             |
| 53                     | Костел Воздвиження святого Хреста                        | 1696 р.                         | вул. Стуса, 9          | 2865-М                          | Розпорядження представника Президента у Львівській області від 15.04.1994 р. № 374 |                             |
| 54                     | Церква Різдва Пресвятої Богородиці                       | XVII ст.                        | вул. Франка            | 1744-М                          | Рішення обласної Ради народних депутатів від 21.05.1991 р. № 280                   |                             |
| 55                     | Житловий будинок (мур.)                                  | XVII — XVIII ст.                | вул. Щурата, 1         | 1746-М                          | Рішення обласної Ради народних депутатів від 21.05.1991 р. № 280                   |                             |
| 56                     | Церква Святого великомученика Юрія (дер.)                | 1898 р.                         | с. Боратин             | 1553-М                          | Рішення обласної Ради народних депутатів від 17.07.1990 р. № 227                   |                             |
| 57                     | Церква Успення Пресвятої Богородиці (дер.)               | 1872 р.                         | с. Бучина              | 1554-М                          | Рішення обласної Ради народних депутатів від 17.07.1990 р. № 227                   |                             |
| 58                     | Церква Воскресіння Господнього (дер.)                    | 1879 р.                         | с. Вербівчик           | 1555-М                          | Рішення обласної Ради народних депутатів від 17.07.1990 р. № 227                   |                             |
| 59                     | Церква Покрови Пресвятої Богородиці (мур.)               | 1834 р.                         | с. Гаї                 | 1556-М                          | Рішення обласної Ради народних депутатів від 17.07.1990 р. № 227                   |                             |
| 60                     | Церква Святого Івана Богослова (дер.)                    | 1720 р.                         | с. Клекотів            | 430-І/М                         | Рішення облвиконкому від 30.06.1969 р. № 485                                       |                             |
| 61                     | Дзвіниця церкви Святого Івана Богослова (дер.)           | 1720 р.                         | с. Клекотів            | 430-2/М                         | Рішення облвиконкому від 30.06.1969 р. № 485                                       | зруйнована                  |
| 62                     | Церква Святого Луки (дер.)                               | XVII ст.                        | с. Корсів              | 431-І/М                         | Рішення облвиконкому від 30.06.1969 р. № 485                                       |                             |
| 63                     | Дзвіниця церкви Святого Луки (дер.)                      | XVII ст.                        | с. Корсів              | 431-2/М                         | Рішення облвиконкому від 30.06.1969 р. № 485                                       |                             |
| 64                     | Церква Святого великомученика Юрія (дер.)                | 1784 р.                         | с. Літовище            | 432-1/М                         | Рішення облвиконкому від 30.06.1969 р. № 485                                       |                             |
| 65                     | Дзвіниця церкви Святого великомученика Юрія (дер.)       | 1784 р.                         | с. Літовище            | 432-2/М                         | Рішення облвиконкому від 30.06.1969 р. № 485                                       |                             |
| 66                     | Церква Святих апостолів Петра і Павла (дер.)             | 1878 р.                         | с. Маркопіль           | 1557-М                          | Рішення обласної Ради народних депутатів від 17.07.1990 р. № 227                   |                             |
| 67                     | Церква Святого Юрія (дер.)                               | XVIII ст.                       | с. Накваша             | 1558-М                          | Рішення обласної Ради народних депутатів від 17.07.1990 р. № 227                   |                             |
| 68                     | Дзвіниця церкви Святого Юрія (дер.)                      | XVIII ст.                       | с. Нем'яч              | 1764-М                          | Рішення обласної Ради народних депутатів від 21.05.1991 р. № 280                   |                             |
| 69                     | Церква Святого Дмитрія (мур.)                            | 1775 р.                         | с. Орихівчик           | 1559-М                          | Рішення обласної Ради народних депутатів від 17.07.1990 р. № 227                   |                             |
| 70                     | Церква Святої великомучениці Параскеви (мур.)            | 1864 р.                         | с. Пониква             | 1560-М                          | Рішення обласної Ради народних депутатів від 17.07.1990 р. № 227                   |                             |
| 71                     | Церква Різдва Пресвятої Богородиці (дер.)                | 1846 р.                         | с. Ражнів              | 1765-М                          | Рішення обласної Ради народних депутатів від 21.05.1991 р. № 280                   |                             |
| 72                     | Церква Святого Миколая (дер.)                            | 1856 р.                         | с. Станіславчик        | 1766-М                          | Рішення обласної Ради народних депутатів від 21.05.1991 р. № 280                   |                             |
| 73                     | Церква Вознесіння Господнього (мур.)                     | 1898 р.                         | с. Суходоли            | 1776-М                          | Рішення обласної Ради народних депутатів від 21.05.1991 р. № 280                   |                             |
| 74                     | Церква Пресвятої Трійці (дер.)                           | 1726 р.                         | вул. Великі Фільварки  | 433-1/М                         |                                                                                    |                             |
| 75                     | Дзвіниця церкви Пресвятої Трійці (дер.)                  | 1726 р.                         | вул. Великі Фільварки  | 433-2/М                         |                                                                                    |                             |
| 76                     | Церква Святої Параскеви (мур.)                           | 1830 р.                         | с. Черниця             | 2249-М                          | Рішення обласної Ради народних депутатів від 13.12.1991 р. № 671                   |                             |
| 77                     | Церква Воскресіння Господнього (дер.)                    | 1726 р.                         | с. Шнирів              | 434-1/М                         |                                                                                    |                             |
| 78                     | Дзвіниця церкви Воскресіння Господнього (дер.)           | 1726 р.                         | с. Шнирів              | 434-2/М                         |                                                                                    |                             |

## Джерело
- Перелік пам'яток Львівської області